# Lancashire Regiment
O Regimento de Lancashire (ou Os Voluntários do Príncipe de Gales) foi uma unidade de infantaria do Exército britânico com uma curta duração.

## História
O regimento foi formado como consequência de cortes no orçamento da defesa instigados pelo Livro Branco de Defesa de 1957, pela fusão do Regimento de Lancashire Oriental e do Regimento de Lancashire do Sul (Os Voluntários do Príncipe de Gales) em 1 de julho de 1958.
O Regimento teve Hong Kong como sua primeira guarnição, onde os dois regimentos que o originaram estavam baseados quando se fundiram. Em 1961, o regimento foi transferido para Hilden, Alemanha Ocidental, como parte do chamado Exército Britânico do Reno. A unidade foi mandada para a Suazilândia logo após suas primeiras eleições em 1964 para manter a ordem. O regimento permaneceu naquele país até princípios do ano seguinte quando regressou a Grã-Bretanha, baseando-se em Catterick .
Em 1967, o Lancashire chegou a Aden, no Oriente Médio, alguns meses antes de Aden ganhar a independência do Império Britânico . Em 1968, o regimento foi destacado para a guarnição de Malta. No ano seguinte, o Lancashire voltou ao Reino Unido.
Em 25 de março de 1970, após uma existência relativamente curta, o regimento foi fundido com o 1º Batalhão do Regimento Leal (Lancashire do Norte), para formar o 1º Batalhão do Regimento de Lancashire da Rainha .

## Museu regimental
O Museu de infantaria de Lancashire é baseado em Fulwood Barracks na cidade de Preston.

## Alianças
As alianças do Regimento de Lancashire foram as seguintes: 
- Canadá - O Regimento da Princesa de Gales (1958-1970)
- Canadá - O Regimento da Nova Escócia ocidental  (1958-1970)
- Austrália - 40° Batalhão de Infantaria (O Regimento de Derwent) (1958-1960)
- Austrália - O Regimento Real da Tasmânia (1967-1970)
- Nova Zelândia - O Regimento da Baía de Hawke
- Paquistão - 8° Batalhão do O Regimento de Punjab